# فستوس موگائه
فستوس موگائه (به انگلیسی: Festus Mogae) (زادهٔ ۲۱ اوت ۱۹۳۹) یک سیاستمدار بوتسوانایی و از ۱ آوریل ۱۹۹۸ تا ۱ آوریل ۲۰۰۸ رئیس جمهور بوتسوانا بود.